# AZS Wilno (wioślarstwo)

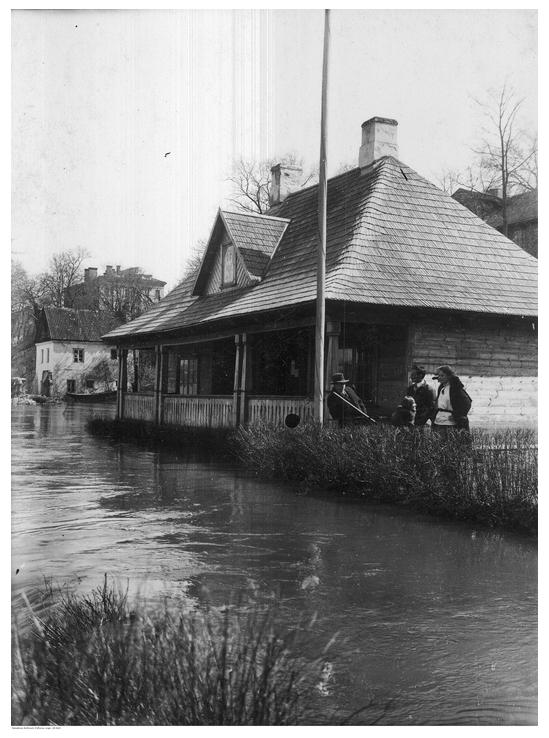
Przystań w czasie powodzi, lata 20.

Sekcja Wioślarska AZS Wilno – powstała w 1923 roku sekcja wioślarska nieistniejącego już klubu uczelnianego AZS Wilno, działającego przy Uniwersytecie im. Stefana Batorego w Wilnie.

## Historia
Po utworzeniu w 1921 roku wileńskiego Akademickiego Związku Sportowego, wśród wykładowców i studentów Uniwersytetu Wileńskiego wiosłujących w tym czasie w Wileńskim Towarzystwie Wioślarskim, powstała inicjatywa utworzenia sekcji akademickiej. Sekcja ta powstała w roku 1923, działając pierwotnie przy w WTW Wilno i korzystając z jego przystani i sprzętu. Kierowali nią w tym okresie prof. Jerzy Lande i dr. Stanisław Szeligowski.
Do Polskiego Związku Towarzystw Wioślarskich klub przyjęty został w roku 1925.
W celu usamodzielnienia się sekcji, podjęła ona działania mające doprowadzić do wybudowania własnej przystani. Wsparcie finansowe zapewnił rektor Uniwersytetu Wileńskiego, pomógł również wojewoda wileński, Władysław Raczkiewicz. Grunt nad Wilią obok Pałacu Słuszków oddało zaś w użytkowanie miasto Wilno. Budowę przystani zakończono wiosną 1926. Ulokowano na niej hangar łodziowy, warsztat szkutniczy i pomieszczenia bytowo-mieszkalne. Przy pomostach na rzece latem organizowano tymczasową pływalnię. Przystań stała się od razu najmodniejszym miejscem spotkań studentów USB. Podczas uroczystości otwarcia, klubowi przekazano 9 łodzi wioślarskich, w tym wyczynowe.
Środki finansowe na działalność pozyskiwane były od rektora Uniwersytetu Wileńskiego, a także z subsydiów Państwowego Urzędu Wychowania Fizycznego i Przysposobienia Wojskowego oraz ze składek członkowskich. Członkami sekcji wioślarskiej byli głównie studenci Uniwersytetu Wileńskiego i jego kadra. Przy klubie działała też sekcja uczniowska, w której trenowali uczniowie Szkoły Technicznej w Wilnie. Od 1926 w klubie trenowały również wioślarki, które w latach 30. odniosły spore sukcesy w rywalizacji krajowej.
Sekcja początkowo zajmowała się głównie turystyką wioślarską – zarówno jednodniową, jak i w wydaniu wielodniowym. Starty w zawodach były w początkowym okresie ograniczone wskutek braku środków. Ponadto władze klubu stały przez pierwsze lata  na stanowisku, iż koszt dojazdu na zawody powinni ponosić sami uczestnicy. Działalność sportowa zyskiwała jednak z czasem coraz większe poparcie i w celach szkoleniowych zatrudniono w drugiej połowie lat 20. dr. Mazurka, trenera z AZS Warszawa. Na przełomie lat 20. i 30. uczyniło to z AZS najsilniejszy klub wioślarski w Wilnie. W drugiej połowie lat 30. w klubie pojawiła się grupa regularnie trenujących zawodników, którzy zaczęli odnosić sukcesy sportowe, w tym – indywidualne medale mistrzostw Polski. W rywalizacji klubowej AZS Wilno nie mogło się jednak liczyć, z uwagi na duże odległości od innych ośrodków wioślarskich i skromny budżet sekcji.
Wielkim sukcesem organizacyjnym sekcji wioślarskim było wybudowanie w 1937 roku ośrodka sportów wodnych nad Jeziorem Trockim. Zapewniał on doskonałe warunki treningowe nie tylko wioślarzom, ale też zawodnikom innych sekcji AZS Wilno, m.in. pływackiej, lekkoatletycznej i żeglarskiej.
Wybuch II wojny światowej położył kres działalności klubu AZS Wilno.

## Galeria zdjęć

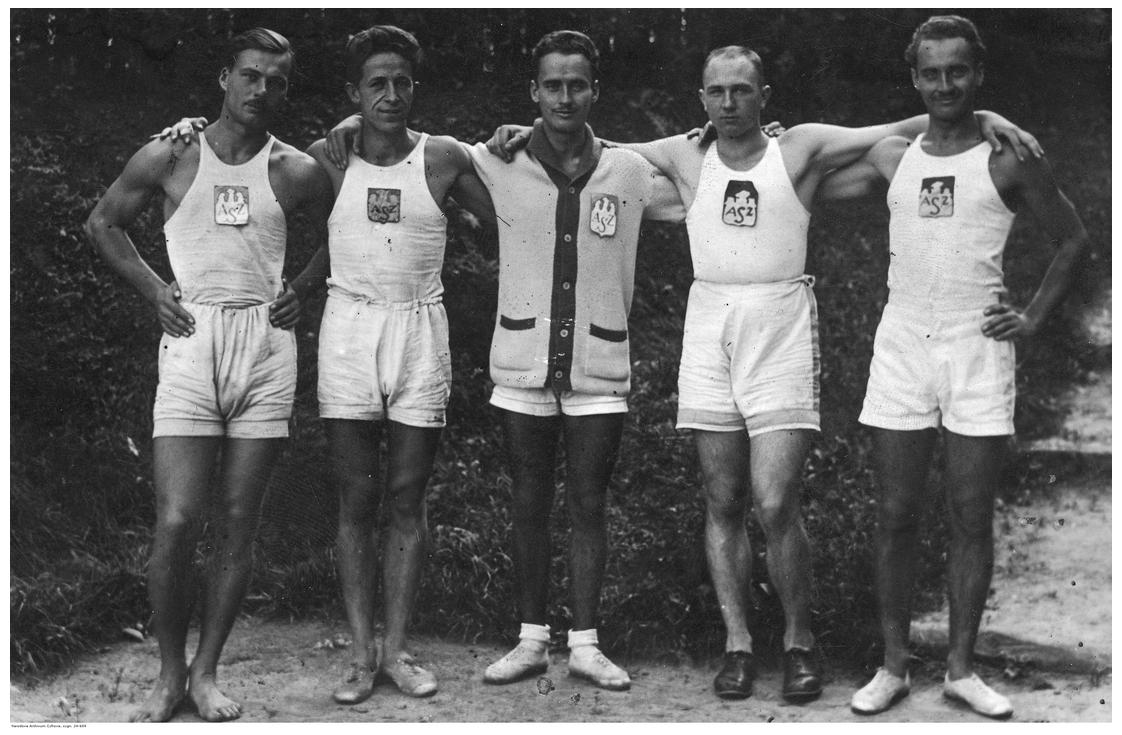
Klubowa czwórka ze sternikiem, 1929
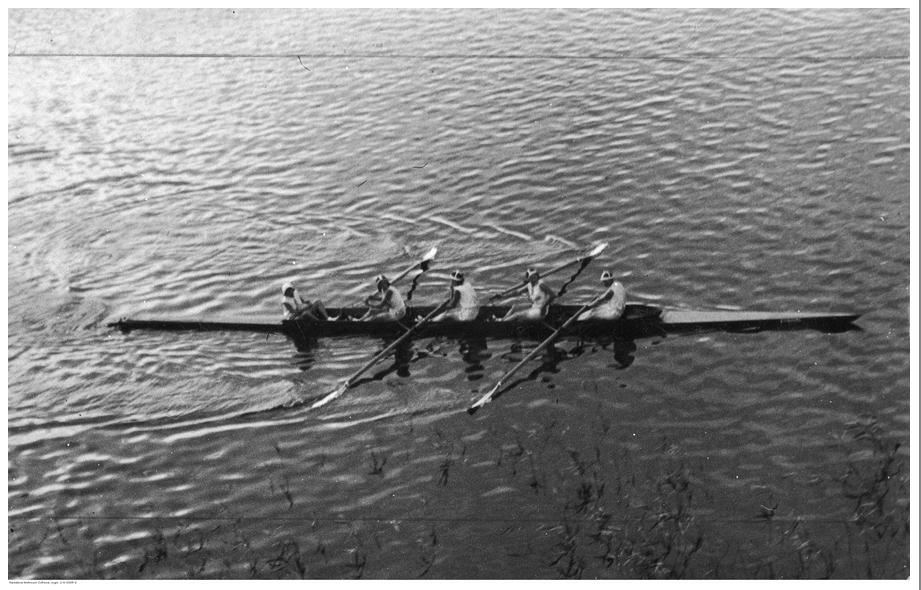
Klubowa żeńska czwórka ze sterniczką, 1931
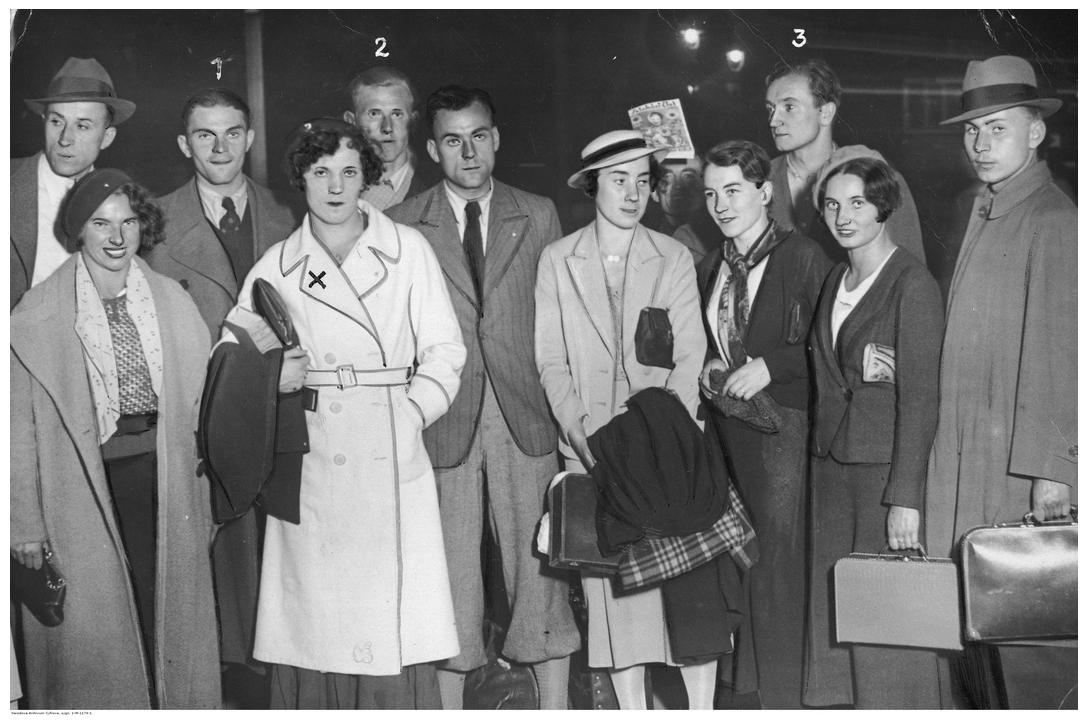
J. Kepel (nr 2), Akademickie Mistrzostw Świata w Budapeszcie
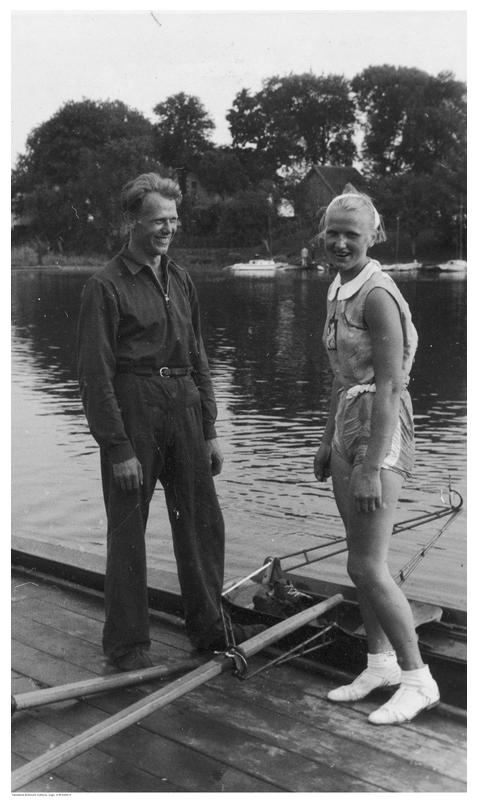
Rodzeństwo Kepel w 1939
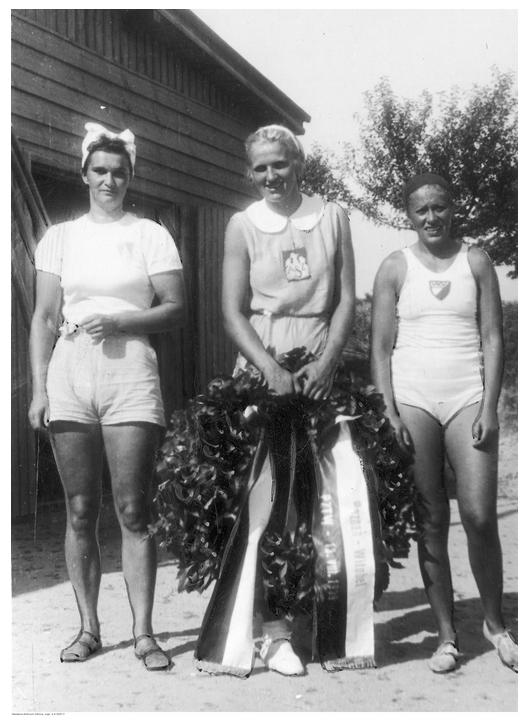
Pośrodku M. Kepel, Mistrzyni Polski 1939

## Wyniki sportowe
Na tle krajowej konkurencji, wileński AZS był przeciętnym klubem wioślarskim. Zdołał jednak zdobyć jeden tytuł Mistrza Polski – dokonała tego w 1939 roku Maria Kepel na jedynce. Było to o tyle znaczące osiągnięcie, iż w dwudziestoleciu międzywojennym w czasie mistrzostw PZTW tylko w niektórych rozgrywanych konkurencjach przyznawano tytuły Mistrzów Polski, a konkurencji było dużo mniej niż obecnie. W rywalizacji międzynarodowej pewne sukcesy odnosił również Jerzy Kepel, który startował również na jedynce. Do ostatniej chwili rywalizował on o prawo startu na igrzyskach olimpijskich w Berlinie z najbardziej utytułowanym wioślarzem polskim dwudziestolecia, Rogerem Verey.
W międzyklubowej rywalizacji, sekcja wioślarska AZS Wilno uczestniczyła od 1923 roku. Klasyfikowana przez PZTW była od 1927 (punktacja klubowa była prowadzona od 1925 roku). W poszczególnych latach uzyskała następujące wyniki w tej klasyfikacji – dane według tabel punktacyjnych PZTW za poszczególne lata, podane zostało miejsce i ilość klubów, które zdobyły w regatach punkty:
- w 1927 – 11. miejsce na 15 klubów[8],
- w 1928 nie sklasyfikowana[9],
- w 1929 – 9. miejsce na 19 klubów (3. miejsce  wśród kobiet, na 7 klubów)[10],
- w 1930 nie sklasyfikowana[11],
- w 1931 – 17. miejsce  na 27 klubów (2. miejsce  wśród kobiet, na 10 klubów)[12],
- w 1932 – 18. miejsce  na 27 klubów[13],
- w 1933 – 11. miejsce  na 42 kluby[14],
- w 1934 – 9. miejsce  na 41 klubów[15],
- w 1935 – 22. miejsce  na 46 klubów[16],
- w 1936 – 40. miejsce  na 42 kluby[17],
- w 1937 nie sklasyfikowana[18],
- w 1938 – 21. miejsce  na 44 kluby[19] (6. miejsce wśród kobiet, na 12 klubów)[20],
- w 1939 – 26. miejsce  na 36 klubów[21].

Warto zauważyć, iż wiele klubów w rywalizacji tej w poszczególnych latach nie uczestniczyło lub nie zdołało w danym roku zdobyć punktów.

## Najwybitniejsi zawodnicy

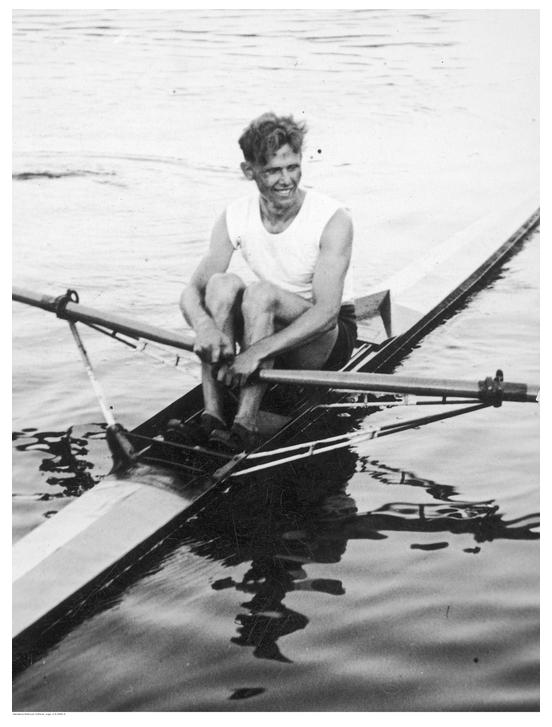
Jerzy Kepel w 1935

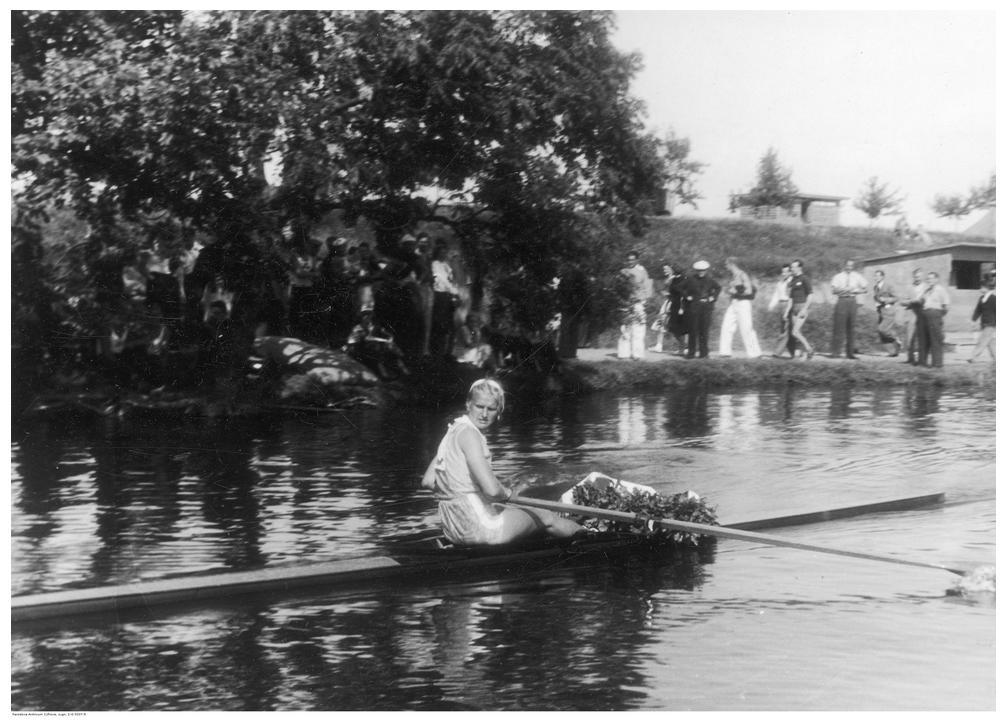
Maria Kepel – Mistrzyni Polski 1939

Najwybitniejszymi zawodnikami AZS Wilno było rodzeństwo Kepelów:
Jerzy Kepel, jeden z najlepszych polskich skifistów lat 30. XX wieku. Jego najlepszymi wynikami były:
- 1935 – Mistrzostwa Polski w Bydgoszczy –  srebrny medal,
- 1936 – Mistrzostwa Polski w Bydgoszczy –  srebrny medal,
- 1936 – regaty międzynarodowe w Wiedniu –  srebrny medal,
- 1936 – regaty międzynarodowe w Budapeszcie –  złoty medal,
- 1936 – regaty międzynarodowe w Paryżu –  złoty medal,
- 1939 – Mistrzostwa Polski w Witobelu –  srebrny medal.

Maria Kepel, Mistrzyni Polski, jedna z najlepszych polskich skifistek końca lat 30. Odniosła następujące sukcesy:
- 1939 – Mistrzostwa Polski w Witobelu –  złoty medal,
- 1939 – Regaty Międzynarodowe w Bydgoszczy –  złoty medal.